# Egg (Autriche)
Pour les articles homonymes, voir Egg.
Egg est une commune de 3547 habitants (1er janvier 2018) dans le district de Brégence. C’est la plus grande commune et la plus peuplée du Bregenzerwald.

## Géographie
Le territoire englobe deux localités: Egg avec 2422 habitants et Großdorf  avec 1125 habitants au 1er janvier 2018.

## Curiosités
- L’église Saint Nicolas à Egg

- L’église  Saint Joseph à Großdorf

- Le musée d’Egg est un musée du patrimoine (en allemand Heimatmuseum) , fondé en 1904. C’est le plus ancien musée de vallée de la région du Vorarlberg.

À l’origine était surtout mis en avant le monde rural du Bregenzerwald, avec des exemples de costume traditionnel, des reconstitutions d’habitat, d’activités, de coutumes et de piété populaire. À partir des années 90, le directeur Anton Pfeifer essaya de réveiller l’intérêt pour ce musée par des expositions temporaires. Depuis 2007, Andreas Hammerer en est le responsable.
Le musée se trouve dans l’ancienne école et mairie d’Egg, construite en 1899 et classée monument historique. C’est l’entrepreneur de Feldkirch Fidel Kröner qui en avait reçu commande. Les plans de l’ingénieur Anton Gamperle de Feldkirch sont conservés en excellent état.
Le bâtiment est aussi occupé par les archives du Bregenzerwald, une bibliothèque et une école de musique.
- Le pont Gschwendtobel  construit en 1834 d’après les plans de Alois Negrelli.

- Le pont suspendu entre Lingenau et Egg est une passerelle de câbles d’acier qui fut pendant longtemps le seul lien entre ces villes. Elle fait 57 mètres de long et est suspendue à 15 mètres au-dessus de la Suberach. Elle a été construite en 1901 et est utilisée encore aujourd’hui par les piétons.

## Personnalité
Le champion olympique de tir Hubert Hammerer (1925-2017) est né à Egg.